# Biel (Eslovàquia)
|  | Per a altres significats, vegeu «Biel». |

Biel és un poble i municipi d'Eslovàquia. Es troba a la regió de Košice, a l'est del país.

## Història
La primera referència escrita de la vila data del 1214.

## Demografia
| Godina             | 1994 | 2004   | 2014   | 2024   |
| ------------------ | ---- | ------ | ------ | ------ |
| Nombre de persones | 1299 | 1418   | 1451   | 1351   |
| Diferència         |      | +9,16% | +2,32% | −6,89% |

| Godina             | 2023 | 2024   |
| ------------------ | ---- | ------ |
| Nombre de persones | 1357 | 1351   |
| Diferència         |      | −0,44% |